# Махерн
Махерн (нем. Machern) — община в Германии, в земле Саксония. Подчиняется административному округу Лейпциг. Входит в состав района Лейпциг.  Население составляет 6648 человек (на 31 декабря 2010 года). Занимает площадь 38,87 км².